# Kazy Dyjkambajew
Kazy Dyjkambajewicz Dyjkambajew (ros. Казы Дикамбаевич Дикамбаев, ur. 7 listopada 1913 we wsi Tałdysuu w rejonie semireczeńskim, zm. 16 lutego 2010 w Biszkeku) – radziecki i kirgiski polityk, przewodniczący Rady Najwyższej Kirgiskiej SRR, prezes Rady Ministrów Kirgiskiej SRR w latach 1958-1961.
Urodzony w chłopskiej rodzinie, skończył kursy w instytucie w Aszchabadzie, brał udział w walkach mających na celu likwidację basmaczy. 1932-1937 studiował w Środkowoazjatyckim Instytucie Planowania Gospodarczego w Taszkencie, 1937-1939 ekonomista w Państwowej Komisji Planowania Kirgiskiej SRR, 1939-1940 zastępca przewodniczącego tej komisji i jej obwodowy przewodniczący w mieście Frunze (obecnie Biszkek). 1940-1944 ludowy komisarz kontroli państwowej Kirgiskiej SRR, 1944-1949 ludowy komisarz spraw zagranicznych Kirgiskiej SRR, od 1948 równocześnie zastępca prezesa rady Ministrów Kirgiskiej SRR, 1949-1951 sekretarz KC Komunistycznej Partii Kirgistanu ds. przemysłu i budownictwa, 1951-1958 I sekretarz obwodowego komitetu partyjnego we Frunze, równocześnie od 21 sierpnia 1953 do 1 kwietnia 1955 przewodniczący Rady Najwyższej Kirgiskiej SRR. Od 6 marca 1958 do 10 maja 1961 prezes Rady Ministrów Kirgiskiej SRR. Następnie zastępca przewodniczącego Państwowej Komisji Planowania Kirgiskiej SRR. 1950-1962 deputowany do Rady Najwyższej ZSRR od 2 do 5 kadencji. Od 1986 na emeryturze.

## Odznaczenia i nagrody
- Order „Manas” III klasy (Kirgistan - 2003)
- Order Lenina (dwukrotnie)
- Order Wojny Ojczyźnianej I klasy
- Order Czerwonego Sztandaru Pracy
- Tytuł "Zasłużony Ekonomista Kirgiskiej SRR"

I wiele medali